# Stanhopea moliana
Stanhopea moliana är en orkidéart som beskrevs av Robert Allen Rolfe. Stanhopea moliana ingår i släktet Stanhopea och familjen orkidéer.
Artens utbredningsområde är Peru. Inga underarter finns listade i Catalogue of Life.